# کارل هرمان
 کارل هرمان (انگلیسی: Carl Hermann؛ زاده ۱۷ ژوئن ۱۸۹۸ درگذشته ۱۲ سپتامبر ۱۹۶۱) یک فیزیک‌دان اهل آلمان بود. 